# COLONY (UAの曲)
「COLONY」（コロニー）は、1995年9月21日に歌手のUAがリリースした通算2枚目のシングル。

## 概要
- 前作「HORIZON」に続きチャートインせず。
- 長らくアルバム未収録曲であったが、2016年に発売された『PETIT』のDeluxe Editionにボーナストラックとして収録された。

## 収録曲
| 全作詞: UA、全作曲・編曲: 小倉博和。（特記除く） |                           |                  |       |
| #                                                | タイトル                  | 作詞・作曲       | 時間  |
| 1.                                               | 「COLONY」                |                  | 5:27  |
| 2.                                               | 「NIGHT」                 |                  | 4:51  |
| 3.                                               | 「I FEEL THE EARTH MOVE」 | キャロル・キング | 3:29  |
| 4.                                               | 「COLONY (T-V MIX)」      |                  | 5:26  |
| 合計時間:                                        | 合計時間:                 | 合計時間:        | 19:13 |

## クレジット[3]

### COLONY
- 作詞：UA
- 作曲、編曲：小倉博和
- ミキシング・エンジニア：中原正幸

### NIGHT
- 作詞：UA
- 作曲、編曲：小倉博和
- ミキシング・エンジニア：中原正幸

### I FEEL THE EARTH MOVE (EXTRA TUNE)
- 作詞、作曲：キャロル・キング
- 編曲：小倉博和
- ミキシング・エンジニア：中原正幸

### ミュージシャン・クレジット
- ギター：小倉博和
- ピアノ、オルガン、キーボード：ATSUKO KATAYAMA
- ベース：荻原基文
- ドラムス：小田原豊
- サックス、ホーンアレンジ：山本拓夫
- トランペット：荒木敏男
- パーカッション：大石真理恵
- コーラス、コーラス・アレンジ：佐々木久美
- ヴァイオリン：HONZI
- オルガン：浦清英
- コンピュータ・オペレーション：高安錬太郎

### アートワーク・クレジット
- アートディレクター：SEE GEE GEN
- 写真：三浦健司
- スタイリスト：望月唯
- ヘヤー＆メイクアップ：鏑木和恵

## リリース日一覧
| 地域 | リリース日    | レーベル          | 規格           | 規格品番   | 備考 |
| ---- | ------------- | ----------------- | -------------- | ---------- | ---- |
| 日本 | 1995年9月21日 | SPEEDSTAR RECORDS | マキシシングル | VICL-12015 |      |
| 日本 | 2007年8月22日 | SPEEDSTAR RECORDS | 音楽配信       | -          |      |

## 収録アルバム

### A NAKED CONFESSION
| アルバム                 | リリース日    | 備考 |
| ------------------------ | ------------- | ---- |
| 『PETIT』 Deluxe Edition | 2016年5月25日 |      |

### 音楽配信
- COLONY - mora
- COLONY - AWA
- COLONY - YouTube Music プレイリスト
- COLONY - Spotify
- COLONY - Apple Music